# 仰光大学
仰光大学是缅甸的一座公立综合性大学，位于缅甸仰光市甘马育镇区，亦为该国最古老、最著名的大学，主要优势学科是人文学科、理工学科和法律学。
1958年，曼德勒大学独立建校之前，所有的高等教育机构都在缅甸仰光大学。1964年，大学教育法案颁布，所有专业大专院校的大学，比如医学研究所、仰光理工学院和仰光经济学院都成了独立的大学，学科主要是人文科、理工科和法律。
从一开始，仰光大学在整个缅甸历史中弥漫着缅甸公民的不满，所有三个全国性罢工反对英国事件（1920年、1936年和1938年）均爆发于此。反殖民主义运动的领导人昂山、吴努、吴奈温和吴丹都是仰光大学的校友。在1962年、1974年、1988年和1996年，这里都爆发过反抗殖民和高压统治的运动。

## 历史
仰光大学的前身为仰光学院（Rangoon College），在1878年成立，起初是加尔各答大学的一个附属学院，是英国殖民地政府为培育经营、管理类人才建立的。1904年更名为仰光政府学院（Government College），1920年更名为仰光大学学院（University College）。1920年，学院和贾德森学院（Judson College）合并，成为“仰光大学”，主要是模仿英国剑桥大学和牛津大学建立。随后英国又在缅甸各地建立高等教育机构，皆隶属于仰光大学管理，包括1925年成立的曼德勒学院，1930年成立的教师培训学院、仰光医学院，及1938年成立的曼德勒农学院。仰光大学在英国殖民时代是东南亚乃至亚洲的顶尖学府之一，亦是当时缅甸独立运动的中心、缅甸民族主义的温床，1920年、1936年和1938年反抗殖民当局的三次全缅罢工都是从仰光大学发起的，昂山、吴努、巴莫、吴丹、登佩敏等缅甸政局名人都在此毕业。
1962年緬甸軍事政變后，奈温将军宣布建设緬甸式社會主義，仰光大学直属于高等教育局管理，授课语言从英语改为缅甸语。1962年7月7日，仰光大学学生发起和平抗议，反对“校规不公”，当局派士兵镇压，造成学生死亡，仰光大学学生会亦在次日沦为废墟。1974年11月联合国前秘书长吴丹逝世，学生在葬礼上抢走棺材，将之置于学生会园地，为他搭建临时墓地，并抗议政府不举行国葬，再次引发流血镇压。8888民主运动亦是从仰光大学最初开始的。政府采取措施遏制学生聚集，90年代的大部分时间，仰光大学都是封闭的，政府将各学院分散迁移到仰光市区各处，2013年之前，只有研究生課程、某些專業課程和少數文憑課程在主校区進行，直到2013年12月，由昂山素季政府重开本科教育。

## 院系

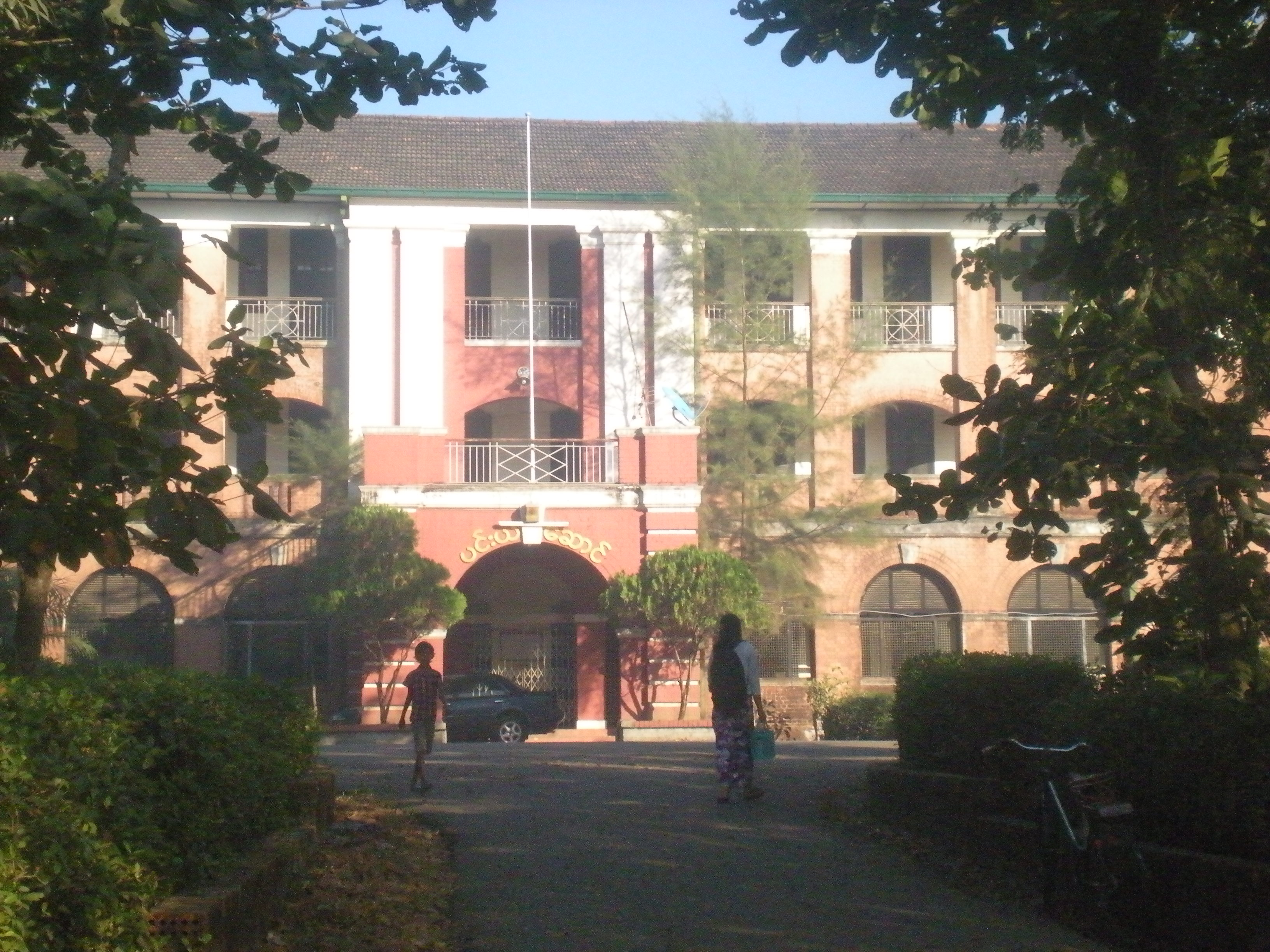
学校建筑

- 心理学系
- 数学系
- 物理系
- 化学系
- 工业化学系
- 动物学系
- 植物学系
- 法律学系
- 英國语文學系
- 历史學系
- 国际关系系
- 地质系
- 东方研究系
- 信息技术學系
- 地理學系

## 校园建筑
- 耶德逊浸礼会教堂（Judson Baptist Church）

## 著名校友

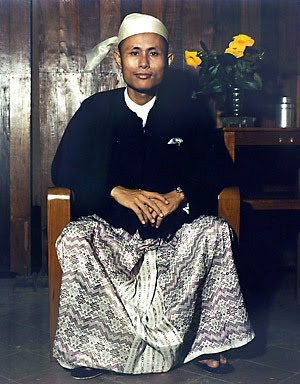
翁山

- 昂山
- 巴莫
- 钦钮
- 昆吞乌
- 吴努
- 吴奈温
- 吴丹
- 廷觉
- 敏昂萊